# Ak 5
O Ak 5 ou Automatkarbin 5 ("carabina automática 5", "carabina automática" sendo o termo sueco para o fuzil de assalto) é uma versão sueca do fuzil de assalto FN FNC com algumas modificações, foi adaptada para o clima específico da Suécia. O AK5 é um  rifle de serviço das Forças Armadas Suecas. AK 5 é uma abreviação de automatkarbin 5 (literalmente traduzido de "carabina automática 5", "carabina automática" é um termo Sueco para fuzil de assalto). O fuzil é também conhecido como CGA5, Bofors Carl Gustav Automatic carbine 5. O AK 5 substituiu o Ak 4 (licenciado por G3) no serviço paramilitar Sueco.
Há também versões modificadas do próprio AK 5 como: o Ak 5B com uma mira telescópica e uma versão mais curta, o Ak 5D.

## Variantes

### CGA5C2
O CGA5C2 (Carl Gustav Automatic Carbine 5 C2) foi um modelo de protótipo durante a avaliação e desenvolvimento do Ak 5 no final da década de 1970 e início da década de 1980.

### FFV Ak5
As primeiras versões da família Ak 5 foram feitas pela empresa sueca FFV Ordnance AB (agora parte da Saab Bofors Dynamics) sob licença da FN, com entregas a partir de 1986. O Ak5 está ainda no inventário das Forças Armadas suecas, mas não é mais concedido aos soldados, tendo sido substituído pelo Ak 5C e Ak 5D. Esta versão usa miras de ferro, e as forças armadas suecas estimaram que a distância prática máxima é de 400 metros, mas pode ser usada em intervalos mais longos. Isso faz com que esteja na mesma linha do M16, usando a definição da Força Armada Sueca de distância prática máxima.
Conforme emitido, o Ak 5 não tinha uma baioneta. Um adaptador de alça de baioneta (usando a baioneta Ak 4) está instalado em alguns fuzis para deveres cerimoniais, como a Guarda Real no Palácio de Estocolmo.

### FFV Ak 5B
O Ak 5B é a versão designada para atirador do Ak 5. As modificações incluem acessórios para uma mira telescópica de trítio 4×25,5 SUSAT L9A1, uma almofada de bochecha no buttstock e remoção das miras de ferro. Esta arma era tipicamente transportada por líderes de esquadrões. Esta versão pesa 4,8 kg (sem carregador) e 5,4 kg (com carregador completo). Aproximadamente 5200 desta versão foram feitas. Já não está em serviço.